# Vía inhalada
La vía inhalatoria, o vía inhalada, es una forma de vía de administración de fármacos parenteral, es decir, que no cursa a través del tracto gastrointestinal. 
Dentro de las vías de administración parenteral, junto con la vía intravenosa e intraarterial, la vía inhalatoria permite una rápida acción de los fármacos. Esto es una gran ventaja cuando se emplean medicamentos broncodilatadores en personas que sufren de broncoespasmo.
Muy pocos fármacos pueden administrarse por esta vía. La inhalación supone la administración del medicamento a través de la nariz o la boca, y hacia los pulmones durante la inhalación respiratoria.

Esta vía es útil en particular para la administración local de fármacos que actúan sobre las vías respiratorias inferiores.

## Ventajas
Una de las grandes características de la vía inhalatoria es que pone en juego una gran superficie de absorción formada por las estructuras de la pequeña vía aérea: los bronquiolos y los alvéolos.
La principal ventaja de esta vía de administración es que consigue una acción rápida y directa con la menor dosis posible y provoca menos efectos secundarios que la vía sistémica.

Permite también la utilización farmacológica de sustancias gaseosas, como puede ser el propio oxígeno o la mayoría de los anestésicos generales.

## Fármacos administrados vía inhalada

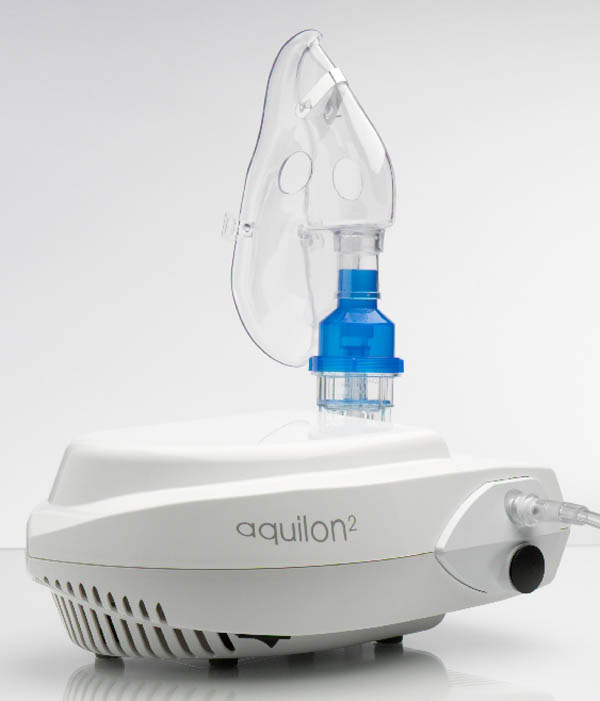
Nebulizador

- Anestésicos en forma de gases como el fentanilo.[3] y desflurano.
- Salbutamol empleado en crisis asmáticas. Usado con inhalador y para nebulización[4]
- Gases como el oxígeno
- La beclometasona
- El nitrito de amilo, empleado como vasodilatador coronario.

## Dispositivos

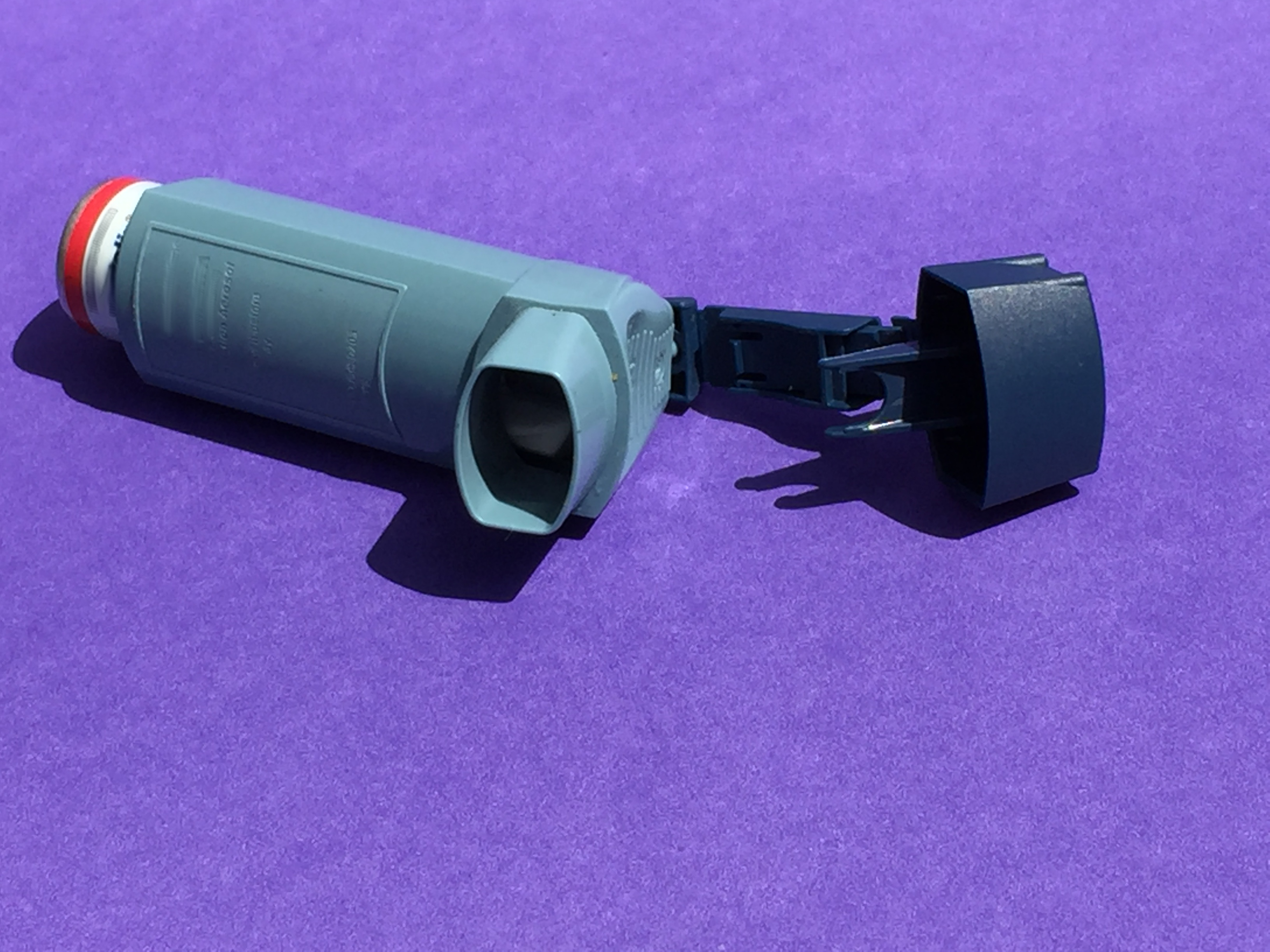
Inhalador

La gran mayoría de los medicamentos para acción local en bronquios y pulmones requieren del empleo de algún dispositivo, que permita que la sustancia llegue a ese destino. Algunos son más costosos que otros. 
Entre estos dispositivos se encuentran:
- Nebulizadores. Son aparatos con un motor que permite nebulizar el líquido donde se encuentra el medicamento. La budesonida y el salbutamol pueden emplearse solos o en líquido diluidos en una copa plástica con una estructura que permite acercarla a la nariz o boca del paciente con el uso de una mascarilla.
- Inhaladores. Existen los clásicos, en los que un pequeño tanque con el fármaco micronizado es presionado con la base para expulsar la dosis exacta del medicamento. Cada medicamento con dispositivo inhalador posee un instructivo de uso debido a que la forma de uso puede diferir entre marcas. Las nuevas generaciones de dispositivos permiten una dosificación más precisa, como los Turbuhaler®, Aerolizer®, Oxis®, etc.[5]

Se ha buscado la manera de poder emplear la vía inhalada, para sustancias en las que su actual forma de administración es invasiva. Por ejemplo, se ha intentado proporcionar insulina por inhalación, 
siendo esta la más promisoria de las alternativas en pacientes con diabetes tipo 1 y que puede lograrse al añadir diversos coadyuvantes, como manitol, glicina y citrato de sodio a la insulina a fin de aumentar su absorción a través de la mucosa pulmonar.
Existen drogas ilícitas que emplean esta vía como lo es la cocaína.